# Pseudoacrodictys deightonii
Pseudoacrodictys deightonii är en svampart som först beskrevs av M.B. Ellis, och fick sitt nu gällande namn av W.A. Baker & Morgan-Jones 2003. Pseudoacrodictys deightonii ingår i släktet Pseudoacrodictys, divisionen sporsäcksvampar och riket svampar.   Inga underarter finns listade i Catalogue of Life.